# Бесемерівський процес

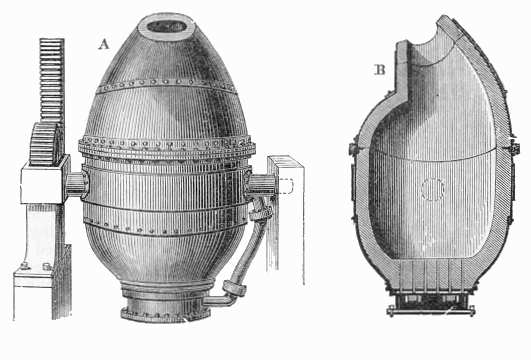
Схематичне зображення конвертора Бесемера

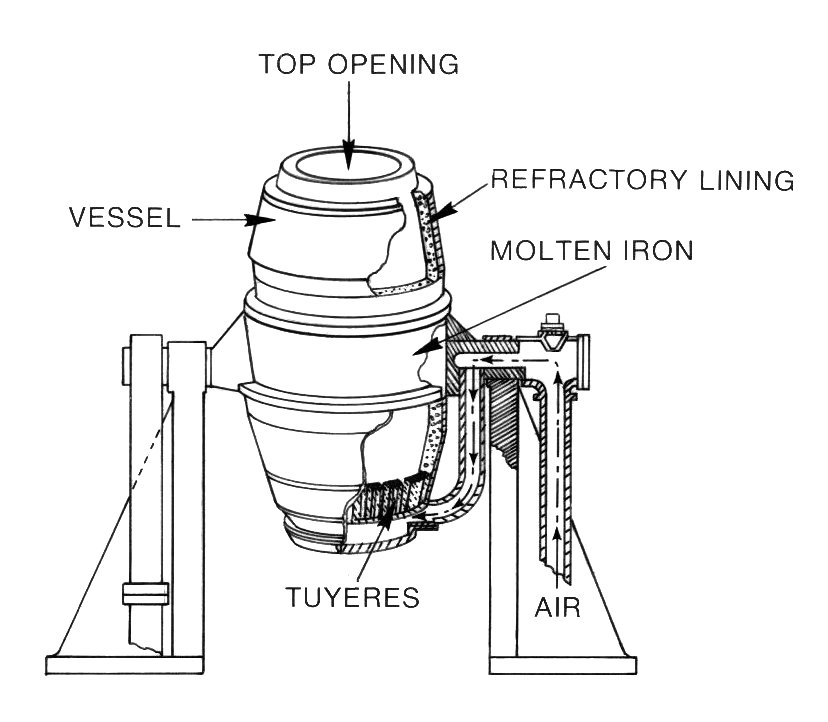
Будова конвертора Бесемера та його складові: air — повітря, molten iron — розплавлене залізо, tuyeres — фурма, refractory lining — вогнетривка футеровка, top opening — верхній отвір для зливу сталі, vessel — ємність (корпус).

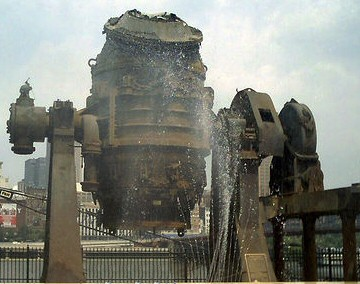
Бесемерівський конвертор на Station Square, в м. Пітсбург, США.

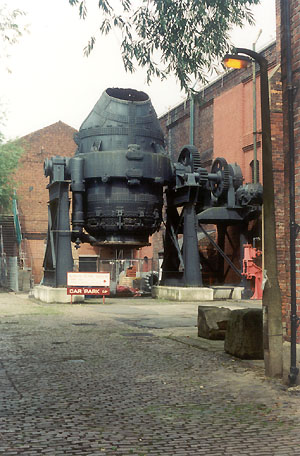
Бесемерівський конвертор в музеї Kelham Island, Шефілд, Англія, де було винайдено цей конвертор.

Бесемерівський процес — технологія переробки чавунів, які містять мало фосфору і сірки й багаті на кремній (не менше 2 %), на сталь.

## Історія
Ідея поліпшення якості заліза шляхом продування повітрям розтопленого чавуну (прототип бесемерівського процесу) вперше була занотована китайським державним діячем і вченим Шен Куо ще 1075 року.
Генрі Бессемер запатентував конверторний або бесемерівський спосіб виробництва сталі у 1855 році, а протягом наступного року отримав ще кілька патентів, які стосувалися покращення винаходу.

## Опис процесу
При продуванні кисню спочатку окиснюється кремній з виділенням значної кількості тепла. Внаслідок цього початкова температура чавуну приблизно з 1300 °C швидко піднімається до 1500–1600 °C. Вигоряння 1 % Si обумовлює підвищення температури на 200 °C.
Близько 1500 °C починається інтенсивне вигоряння вуглецю. Разом з ним інтенсивно окиснюється й залізо, особливо під кінець вигоряння кремнію і вуглецю:
Si + O2 → SiO2
2C + O2 → 2CO ↑
2Fe + O2 → 2FeO
Монооксид заліза FeO, що утворюється, добре розчиняється в розплавленому чавуні і частково переходить у сталь, а частково реагує з SiO2 й у вигляді силікату заліза FeSiO3 переходить у шлак:
FeO + SiO2 → FeSiO3
Фосфор повністю переходить з чавуну в сталь, бо P2O5 при надлишку SiO2 не може реагувати з основними оксидами, оскільки SiO2 з останніми реагує більш енергійно. Тому фосфористі чавуни переробляти в сталь цим способом не можна.
Усі процеси в конверторі йдуть швидко — протягом 10–20 хвилин, бо кисень повітря, що продувається через чавун, реагує з відповідними речовинами відразу по всьому об'єму металу. При продуванні повітря, збагаченого киснем, процеси прискорюються.
Монооксид вуглецю CO, що утворюється при вигорянні вуглецю, пробулькуючи вгору, згоряє там, утворюючи над горловиною конвертора факел світлого полум'я, який в міру вигоряння вуглецю зменшується, а потім зовсім зникає, що і служить ознакою закінчення процесу.
Одержувана при цьому сталь містить значні кількості розчиненого монооксиду заліза FeO, який сильно знижує якість сталі. Тому перед розливкою сталь треба обов'язково розкиснювати за допомогою різних розкисників — феросиліцію, феромангану або алюмінію:
2FeO + Si → 2Fe + SiO2
FeO + Mn → Fe + MnO
3FeO + 2Al → 3Fe + Al2O3
Монооксид мангану MnO як основний оксид реагує з SiO2 і утворює силікат мангану MnSiO3, який переходить у шлак. Оксид алюмінію як нерозчинна за цих умов речовина теж спливає вгору і переходить у шлак.
Незважаючи на простоту і велику продуктивність, бесемерівський спосіб тепер не є поширеним, оскільки має ряд істотних вад. Так, чавун для бесемерівського способу повинен мати мінімальний вміст фосфору і сірки, що далеко не завжди можливо. При цьому способі відбувається значне вигоряння металу, і вихід сталі становить лише 90 % від маси чавуну, а також витрачається багато розкисників. Серйозним недоліком є відсутність можливості регулювання хімічного складу сталі.